# 249-та піхотна дивізія (Третій Рейх)
249-та піхотна дивізія (Третій Рейх) (нім. 249. Infanterie-Division) — піхотна дивізія Вермахту, що входила до складу німецьких сухопутних військ у роки Другої світової війни.

## Історія
249-та піхотна дивізія була сформована 22 березня 1945 року на території окупованих Нідерландів шляхом перейменування фортечної комендатури «Гук фон Голланд» (нім. Festungs-Kommandant Hoek van Holland). Оборонялася на зайнятих позиціях до капітуляції у травні 1945 року.

## Райони бойових дій
- Нідерланди (березень — травень 1945).

## Командування

### Командири
- оберст Плінцер (нім. Plinzer) (22 березня — 8 травня 1945)

### Підпорядкованість
| Час       | Корпус | Армія | Група армій (округ)                       | Штаб       |
| --------- | ------ | ----- | ----------------------------------------- | ---------- |
| 1945      |        |       |                                           |            |
| 12 квітня | XXX ак |       | Головнокомандування Вермахту «Нідерланди» | Нідерланди |

## Склад
| Квітень 1945                 |
| ---------------------------- |
| 197-й гренадерський полк     |
| 623-й гренадерський полк     |
| 709-й гренадерський полк     |
| 249-й фузилерний батальйон   |
| 249-й протитанковий дивізіон |